# アメリカムナグロ
アメリカムナグロ（アメリカ胸黒、学名：Pluvialis dominica）は、チドリ目チドリ科に分類される鳥類の一種である。

## 分布
アラスカ、カナダ北部とベーリング海西部の島嶼の一部（ウランゲリ島など）で繁殖し、冬季は南アメリカに渡り越冬する。アルゼンチンなどに渡る距離は 1万数千km にもなり、往路と帰路が異なることが知られている。
羽色が似ているムナグロと混同されて分布が表示されていることがあるが、本種とムナグロは、アラスカの一部地域を除き分布は重ならない。
日本では迷鳥として、埼玉県、福岡県、沖縄県での記録がある。

## 形態
全長約26cm (24-28cm)。翼開長65-72cm、体重122-194g。ムナグロと羽色などが酷似するが翼や尾が長く、その分やや大型に見える。成鳥夏羽は、顔から腹までの下部分が黒く脇や下尾筒も黒い。その上部に白い縁取りがある。背面は黄褐色と黒褐色の斑模様になっているが、ムナグロと比べると斑が大きく色が濃い。成鳥冬羽は、全体に灰色がかった褐色となる。

## 生態
繁殖期は極地のツンドラに生息する。
渡りの時期や越冬時には、水田や草原、干潟や河原、河口などに生息する。
鳴き声を含めた生態はムナグロと似ている。

## 画像

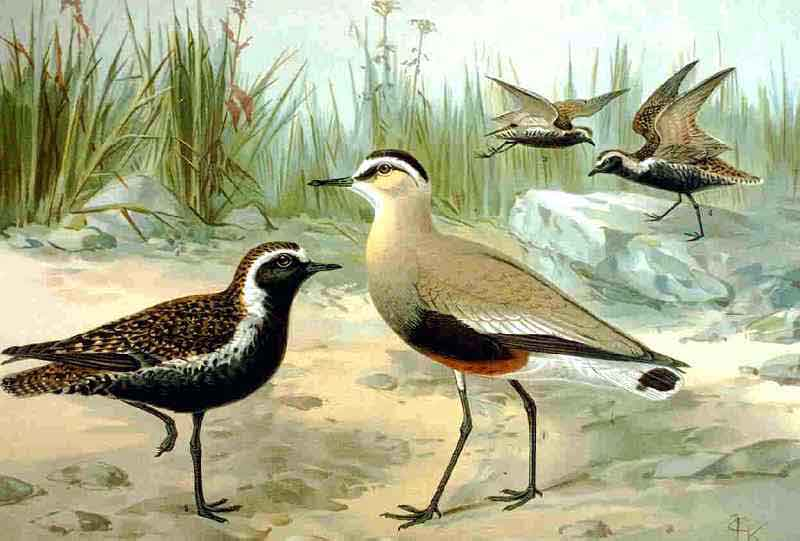
左：アメリカムナグロ